# Grzyby glebowe
Grzyby glebowe (ang. soil fungi) – grzyby żyjące w glebie i wchodzące w skład mikrobioty glebowej.

## Różnorodność i rola grzybów glebowych
Różnorodność grzybów występujących w glebie jest ogromna; są wśród nich zarówno grzyby mikroskopijne, jak i grzyby wielkoowocnikowe, od najprostszych glonowców do grzybów kapeluszowych. Istnieją cztery główne grupy grzybów glebowych: Deuteromycota, sprzężniaki (Zygomycota), workowce (Ascomycota) i podstawczaki (Basidiomycota). Równie różnorodny jest ich sposób odżywiania się; są wśród nich grzyby saprotroficzne, grzyby mykoryzowe, grzyby mięsożerne i grzyby pasożytnicze, a wśród tych ostatnich pasożyty roślin, zwierząt i ludzi. Grzyby glebowe stanowią od 10 do 30 procent ryzosfery glebowej, w kompoście i w roślinnych resztkach mogą stanowić do 20% ich masy. W próbkach gleby lasu borealnego zidentyfikowano ponad 300 taksonów grzybów na 1 ha.
Grzyby w glebie uzupełniają się z bakteriami. Bakterie to organizmy jednokomórkowe, które do przeżycia potrzebują warstwy wody, natomiast grzyby to organizmy wielokomórkowe, które rosną szybko i na duże odległości w glebie, dzięki czemu transportują składniki odżywcze na stosunkowo duże odległości. Grzyby glebowe odgrywają kluczową rolę w obiegu składników odżywczych w ekosystemach lądowych. Są szczególnie zaangażowane w obieg takich pierwiastków jak węgiel, azot i fosfor, ale odgrywają rolę w większości innych cykli pierwiastków w glebie. Wytwarzane przez grzyby kwasy organiczne lub siderofory, które rozpuszczają lub unieruchamiają niezbędne lub toksyczne metale, co ma konsekwencje zarówno dla ich własnego wzrostu, jak i wzrostu innych organizmów glebowych. Grzyby eukarpiczne odgrywają znaczącą rolę w fizycznym transporcie składników odżywczych z gleby poprzez translokację w obrębie grzybni, zwierając w ten sposób inne mechanizmy dyfuzji i transportu masy, zarówno w kontekście saprotroficznym, jak i mutualistycznym (mykoryzowym).
Grzyby przynoszą korzyści większości roślin, tłumiąc choroby korzeni roślin, atakując patogeny roślinne enzymami grzybowymi. Grzyby wykorzystują również antagonizm w celu ograniczenia konkurencji, wytwarzając przeciwciała, które hamują rozwój innych mikroorganizmów. Wytwarzają wiele witamin, które wspomagają wzrost roślin. Konkurując z innymi grzybami o składniki odżywcze, pożyteczne grzyby zapobiegają zadomowieniu się organizmów chorobotwórczych.

## Grzyby saprotroficzne
Stanowią ważną grupę grzybów glebowych. Są to grzyby, które rozkładają martwą materię organiczną w biomasę grzybów (tj. masę własnego ciała), przy okazji wytwarzając dwutlenek węgla i kwasy organiczne. Wchłaniając składniki odżywcze zawarte w materii organicznej, odgrywają ważną rolę w unieruchomieniu i zatrzymaniu ich w glebie. Kwasy organiczne, które wytwarzają jako produkty uboczne, pomagają tworzyć materię organiczną odporną na degradację. Materia ta jest później uwalniana po śmierci grzybów i lizie lub wskutek ataku patogenów lub zjedzenia przez zwierzęta.
Grzyby saprotroficzne biorą przede wszystkim udział w rozkładzie materiału roślinnego, którego składniki lignocelulozowe są trudne do rozkładu przez bakterie, grzyby natomiast są zdolne do rozkładu celulozy i ligniny. Wytwarzają takie enzymy jak celulazy i oksydazy polifenolowe (głównie lakaza). W zależności od posiadanych enzymów powodują białą lub brunatną zgniliznę drewna.
Wśród grzybów wielkowocnikowych, których grzybnia rozwija się w glebie wyróżnia się grzyby podziemne o owocnikach podziemnych i grzyby naziemne, których owocniki rozwijają się nad ziemią. Większość z nich to grzyby saprotroficzne lub mykoryzowe.

## Grzyby mykoryzowe
Są to grzyby, które w glebie z korzeniami roślin tworzą mykoryzę – współżycie mutualistyczne, czyli korzystne zarówno dla grzybów, jak i roślin. Dzięki mykoryzie grzyby będące organizmami heterotroficznymi otrzymują od roślin związki organiczne, wytwarzane przez rośliny w procesie fotosyntezy, w zamian rośliny zaopatrywane są przez strzępki grzyba w związki mineralne, głównie fosforowe i azotowe, chociaż potwierdzono również poprawę zaopatrzenia roślin w mikroelementy takie jak cynk i miedź. Grzybnia ochrania także korzenie przed szkodnikami i patogenami i zapewnia większą powierzchnię korzeni. Łączna długość strzępek w 1 g gleby z grzybami mykoryzowymi wynosi około 5 m. Wyróżnia się 4 rodzaje mykoryzy: mykoryza arbuskularna, ektomykoryza, mykoryza erikoidalna i mykoryza storczykowa. Najczęstszą jest mykoryza arbuskularna, zwłaszcza wśród roślin rolniczych. W tym rodzaju mykoryzy grzyby glebowe wewnątrz komórek rośliny tworzą arbuskule. Istnieje około 150 gatunków grzybów tworzących tę mykoryzę, a większość roślin (90% gatunków) współpracuje z nimi.

## Grzyby pasożytnicze i drapieżne
Gleba jest siedliskiem życia licznych grzybów powodujących grzybowe choroby roślin. W glebie mogą one także przez różny czas (w zależności od gatunku patogenu i warunków glebowych) przetrwać okres, w którym ich roślin żywicielskich brak (np. po zbiorach plonów). Grzyby te atakują rośliny przez ich system korzeniowy lub szyjkę korzeniową. Do szczególnie uciążliwych glebowych patogenów grzybowych należą gatunki z rodzajów Fusarium, Phytophthora, Verticillium.
W glebie żyją także pasożyty zwierząt, m.in. niektóre grzyby entomopatogeniczne oraz grzyby drapieżne, odżywiające się pierwotniakami, wrotkami, roztoczami, nicieniami (grzyby nicieniobójcze).